# Язык фламинго
Язык фламинго, или цифома толстая (лат. Cyphoma gibbosum) — вид морских брюхоногих моллюсков из семейства Ovulidae. Характерный обитатель мелководья Карибского моря.

## Описание

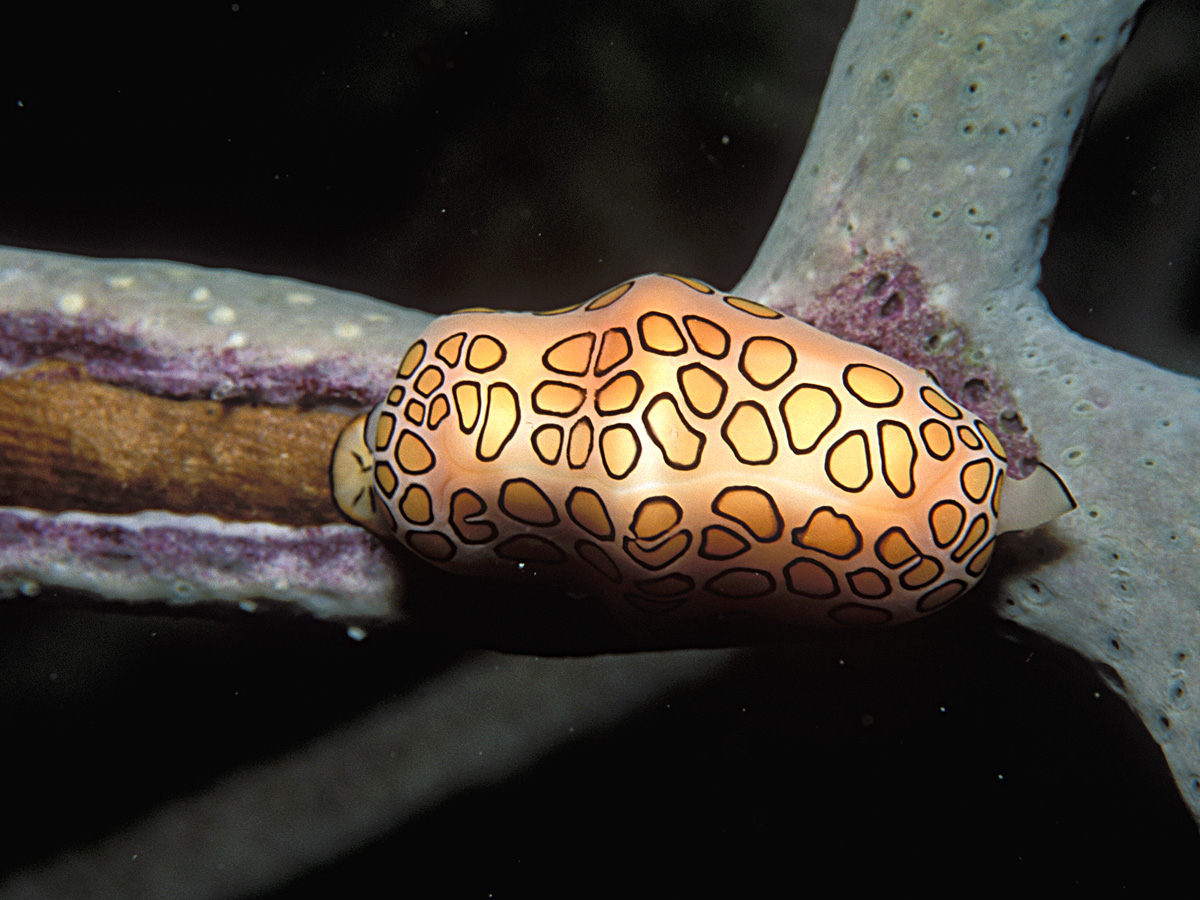
Живой моллюск

Длина раковины 18—44 мм. Раковина небольшая, гладкая — линии роста не выражены. Имеет овальную или овально-ромбовидную форму, с высокой широкой выпуклой поперечной складкой, опоясывающей раковину чуть выше центра, что делает её почти восьмеркообразной. Основание раковины несколько выпуклое. Устье без зубцов, немного изогнутое, почти прямое, несколько расширяющееся в своей нижней части (узко-петлевидное). Края устья гладкие. Внутренняя и наружная губы утолщенные, их края завернуты внутрь самой раковины.
Окраска раковины от белой до ярко-кремовой, порой до жёлтого и светло-коричневого цветов. Часто с широкой продольной светлой полосой. Базовая поверхность раковины светло-кремового цвета. Устье и внутренняя поверхность белого цвета.

## Ареал
От юго-восточного побережья США (Флорида) и Бермудских островов до Антильских островов и Бразилии. Характерный обитатель мелководья Карибского моря.

## Образ жизни
Моллюски обитают преимущественно на кораллах или на известковых водорослях. Питается коралловыми полипами горгонарий (рода Briareum, Gorgonia, Plexaura, Plexaurella).